# Ильяс
Илья́с (араб. إلياس‎) — исламский пророк (наби), посланный к народу Израиля. Упоминается в Коране дважды. Отождествляется с библейским пророком Илиёй. В Коране назван посланником (мурсал), праведником (салих), верующим (мумин).
Распространённое имя у казахов. 

## История
Ильяс был послан к народу Израиля и руководствовался шариатом Мусы (Моисея). После Мусы израильтяне отступили от заповедей Аллаха и стали поклоняться идолам. Для призыва вернуться к вере Аллах отправил к израильтянам многих пророков, среди которых был Ильяс. Племя пророка Ильяса проживало в Баальбеке. Оно воздвигло своему главному идолу Баалу (Ваалу) гигантский памятник высотой в 8-10 метров. Ильяс призывал своих соплеменников отказаться от поклонения Баалу и уверовать в Аллаха.
Проповедь Пророка не была воспринята его народом. Соплеменники Ильяса сочли его слова ложью и изгнали; за это понесли суровое наказание: начавшаяся засуха, вызвала неурожай, гибель скота и голод. Израильтяне вернули пророка Ильяса и вновь стали слушаться его и поклоняться Богу. Благодаря молитвам пророка Ильяса пошли дожди, и жизнь в племени нормализовалась, но со временем племя пророка Ильяса вновь вернулось к идолопоклонству, чем обрекло себя на вечные муки ада.
Покинув своё племя, пророк Ильяс стал проповедовать среди других израильских племён, одно из которых хорошо приняло его. С помощью молитвы Ильяс излечил юношу по имени Аль-Яса, который стал его верным учеником и следующим пророком к народу Израиля.
Исламское предание повествуют о праведнике Ильясе, которого не слушал его народ и преследовал. Аллах даровал ему власть над дождем, а затем вознёс на небеса. Там Ильяс стал получеловеком-полуангелом. Он всё время путешествует по миру вместе с Хидром, регулярно посещает Иерусалим и Мекку. Когда он и Хидр расстаются, то произносят друг другу славословия, повторяя которые люди могут уберечься от пожара, потопления, воровства, укусов ядовитых змей и насекомых и т. д. Иногда Ильяс идентифицируют с Хидром или Идрисом. Некоторые толкователи Корана видят Ильяса в упоминаемом в коранической истории Мусы «рабе из Наших рабов». В аналогичном сюжете в Библии действует Илия.
Для толкования упомянутых в Коране историй были использованы различные христианские и иудейские сказания об Илии. Мотив вознесения на небеса сделал Ильяса одним из исламских символов воскресения и вечной жизни.